# Говернадор-Ломанту-Жуниор
Говернадор-Ломанту-Жуниор (порт. Governador Lomanto Júnior)  —  муниципалитет в Бразилии, входит в штат Баия. Составная часть мезорегиона Юг штата Баия. Входит в экономико-статистический микрорегион Ильеус-Итабуна. Население составляет 7144 человека на 2006 год. Занимает площадь 120,570 км². Плотность населения — 59,3 чел./км².
Праздник города — 17 апреля.

## Статистика
- Валовой внутренний продукт на 2003 год составляет 13 508 034,00 реалов (данные: Бразильский институт географии и статистики).
- Валовой внутренний продукт на душу населения на 2003 год составляет 1728,70 реалов (данные: Бразильский институт географии и статистики).
- Индекс развития человеческого потенциала на 2000 год составляет 0,606 (данные: Программа развития ООН).

## География
Климат местности: тропический.